# Parc de la Méfou

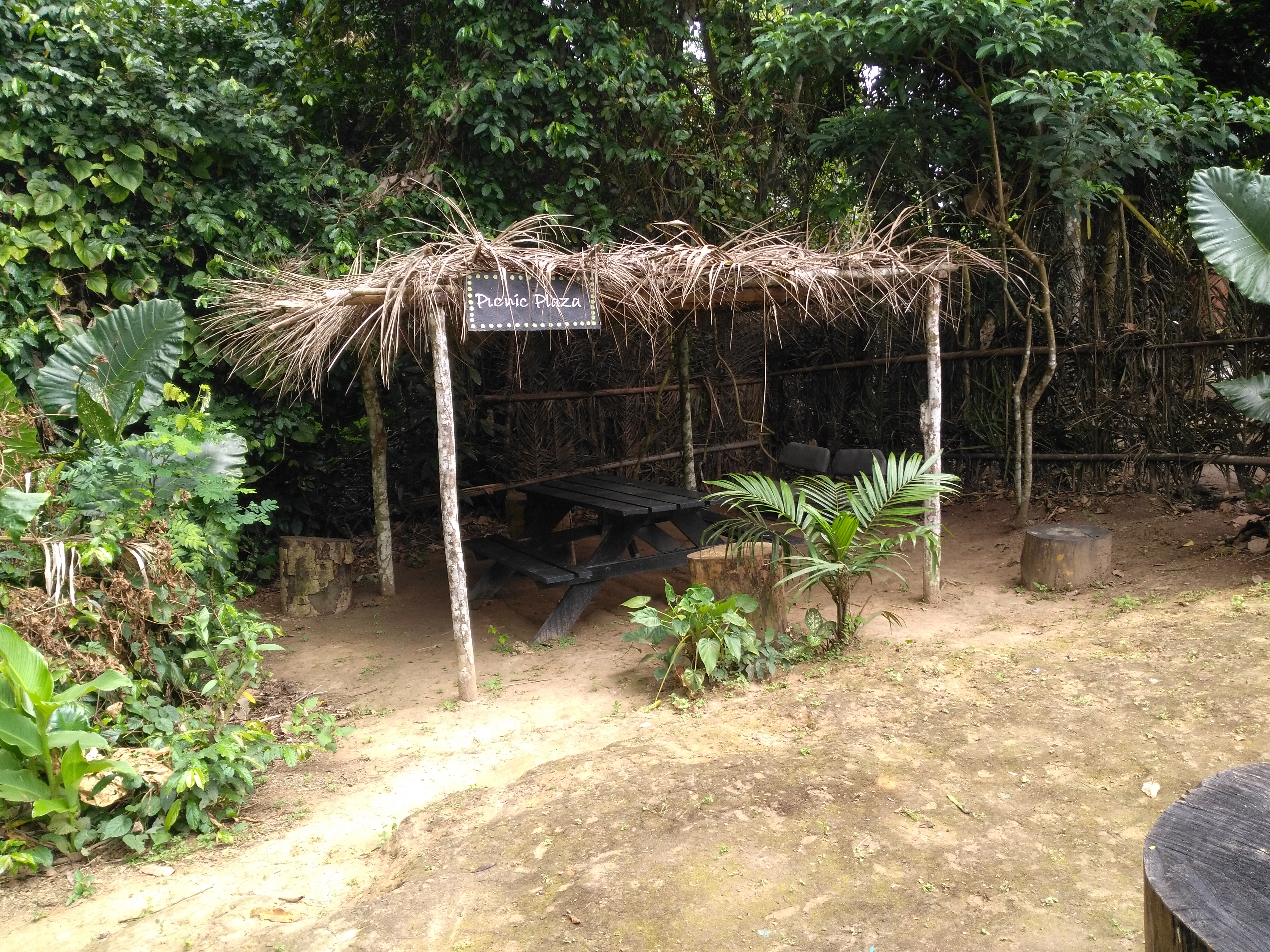
Case d'accueil des visiteurs.

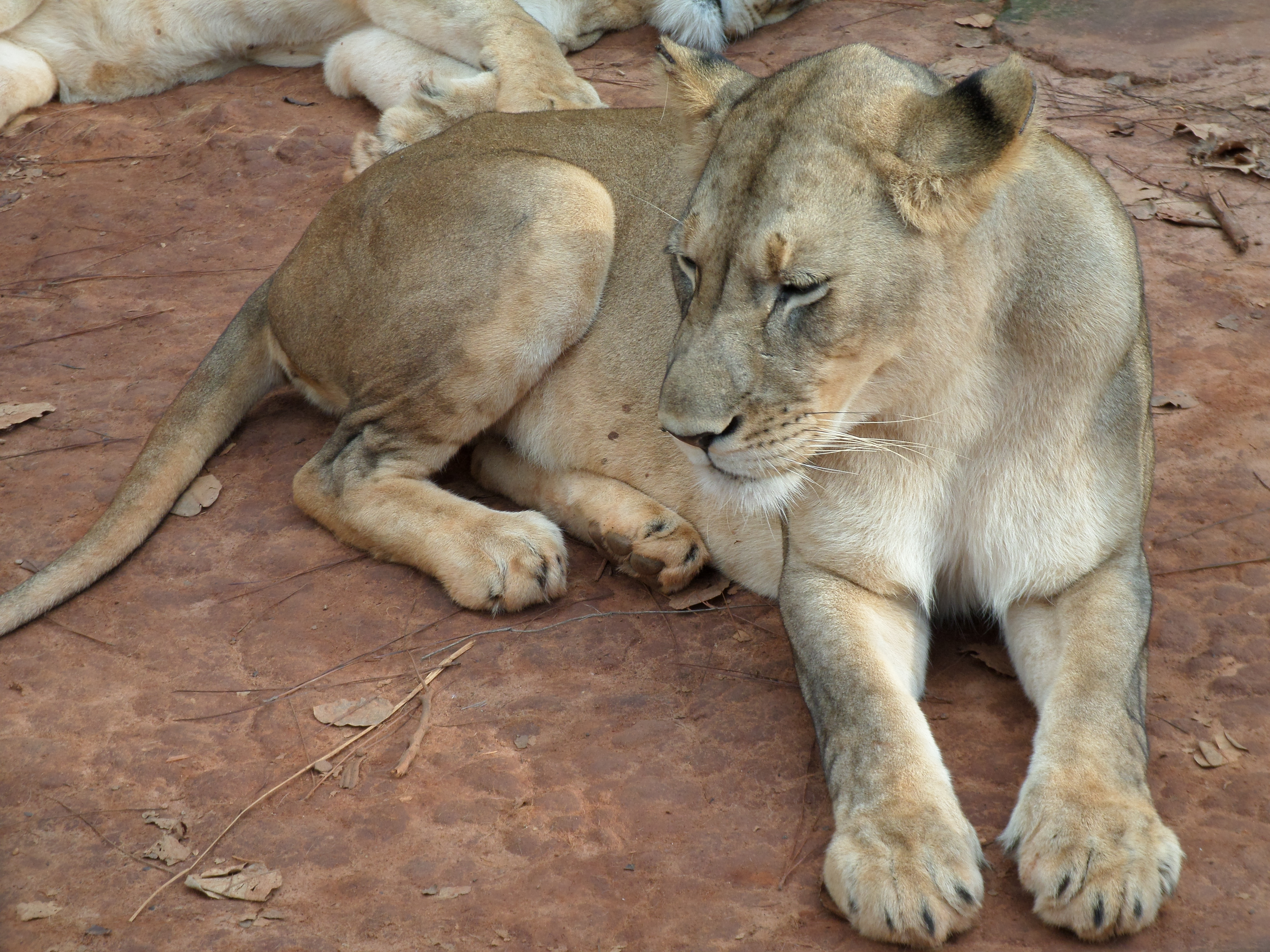
Lions captifs dans le parc

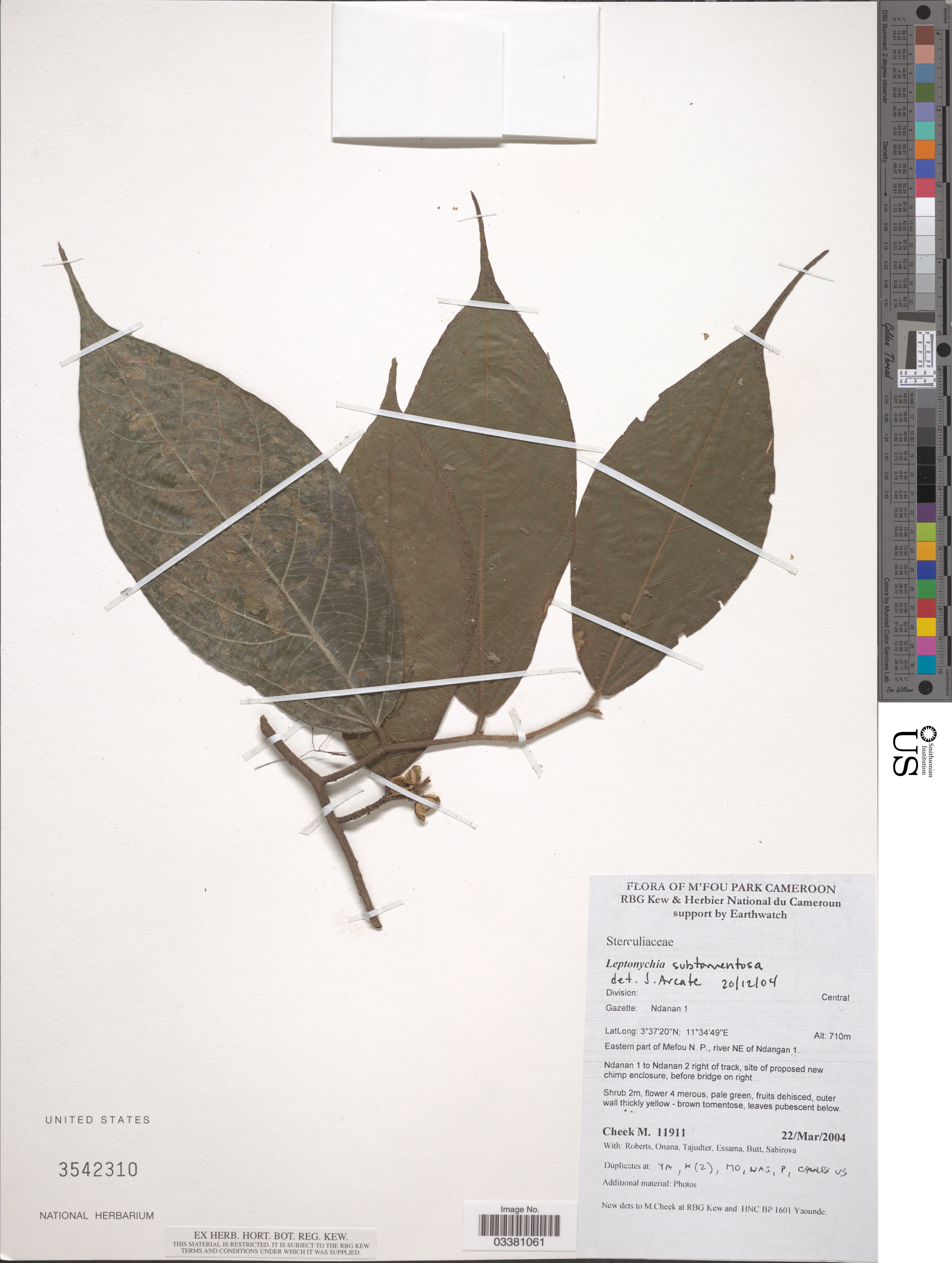
Spécimen de Leptonychia subtomentosa, plante endémique du Cameroun, récolté dans le parc en 2004.

Le Parc de la Méfou est un parc animalier du Cameroun situé dans la forêt de Mfou (Région du Centre), à 45 km au sud de la capitale Yaoundé. Il est utilisé comme sanctuaire pour les primates originaires d'Afrique : le singe, le chimpanzé et le gorille, et abrite une flore riche et diversifiée.

## Biodiversité

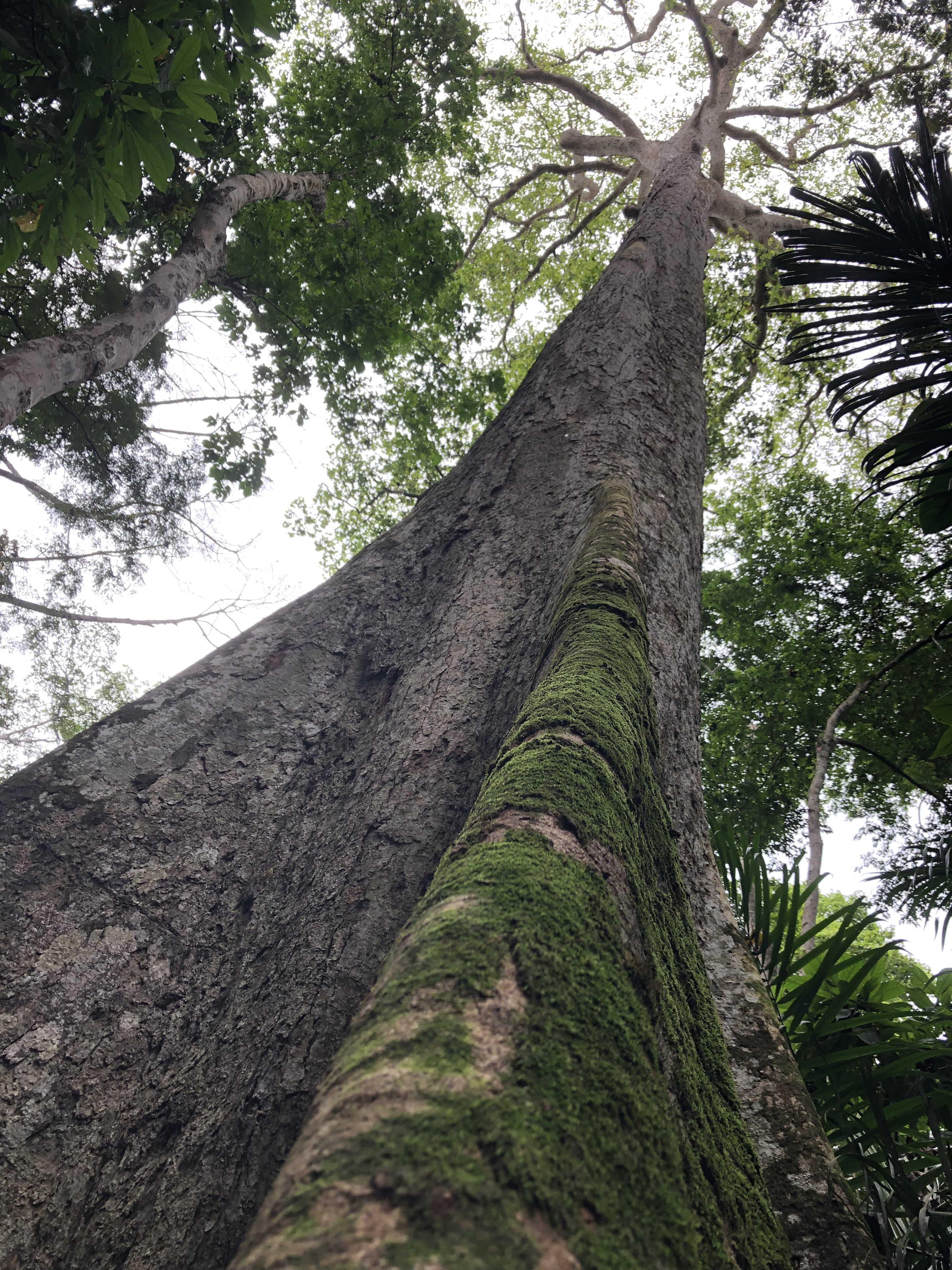
Un arbre dans le Park de la Mefou

Le parc est ressent pour observer les oiseaux et la nature assez florissante peut importe la saison.

## Galérie

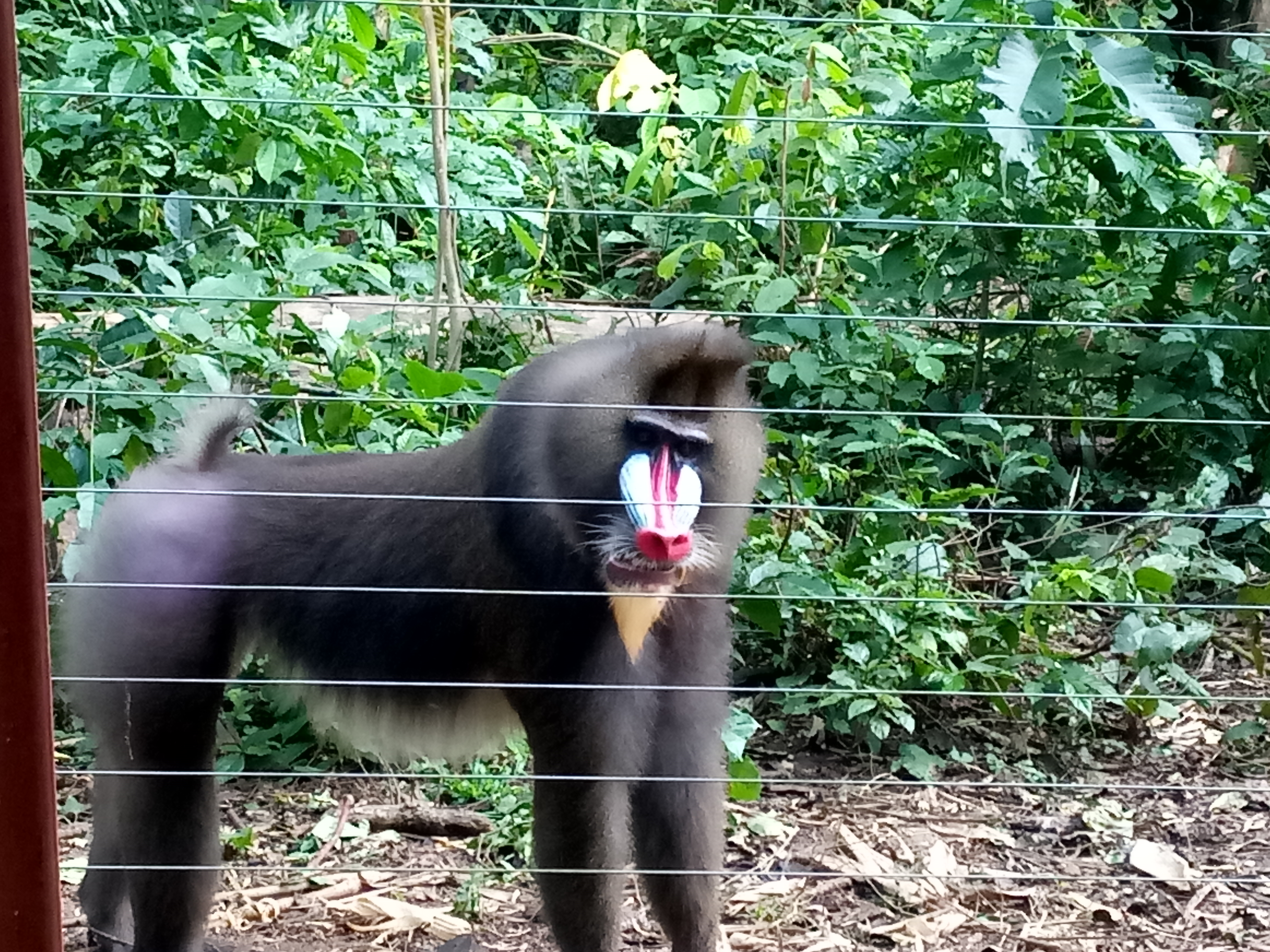
Un mandrillus sphinx dans le parc de la Méfou. Mai 2019.
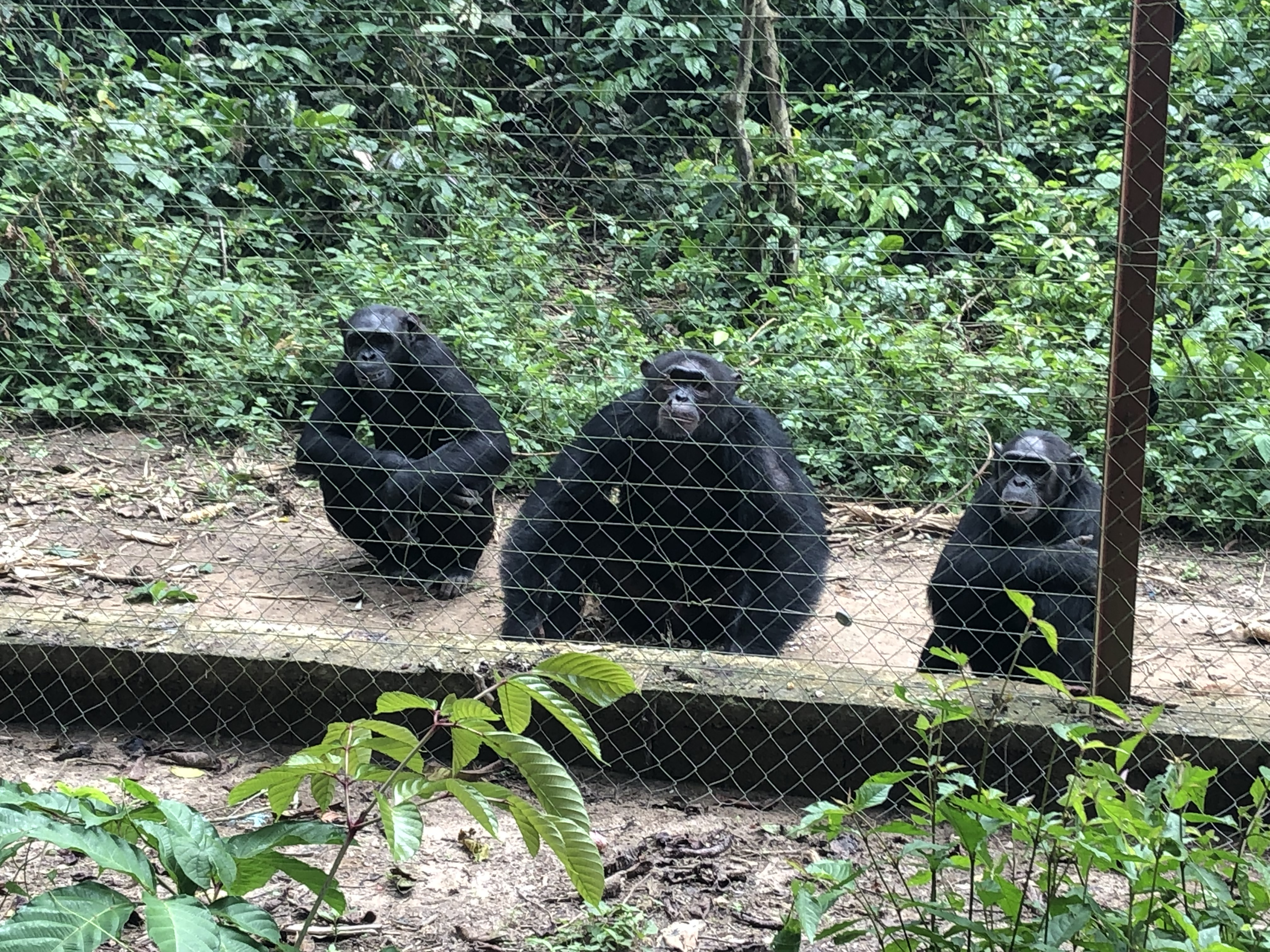
Les gorilles dans le Park de la Mefou
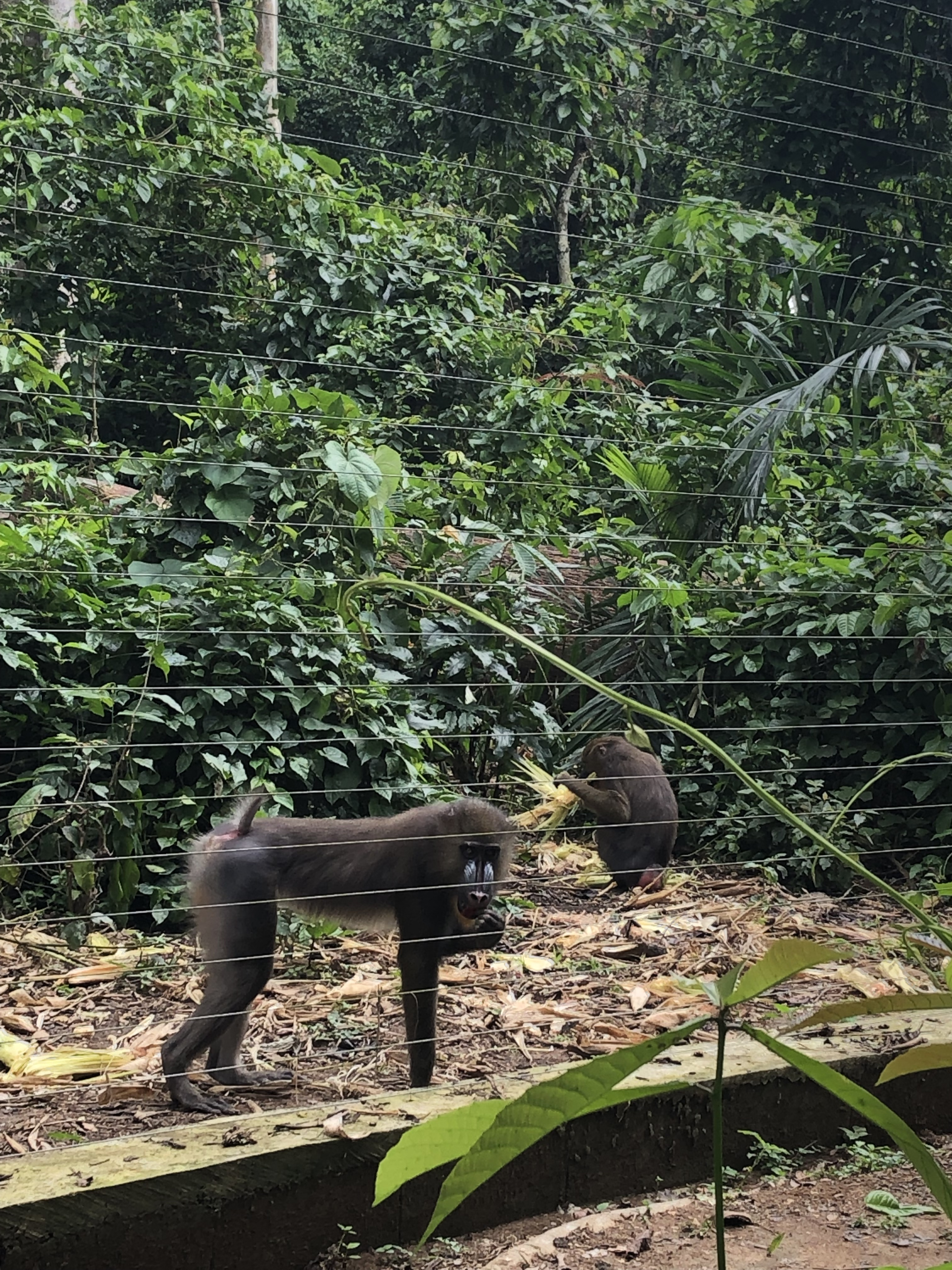
Les mandrils dans le Park de la Mefou
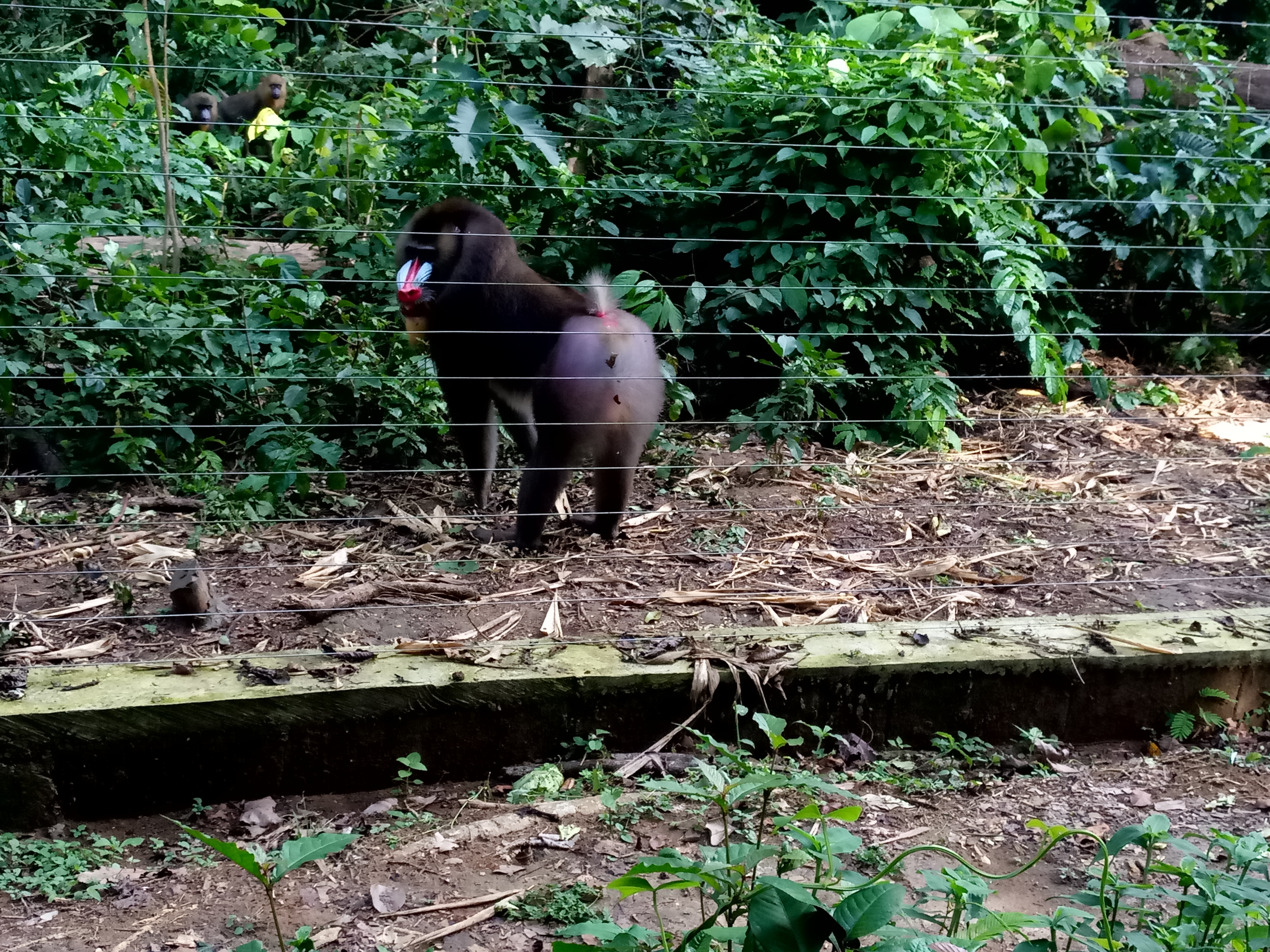
Un mandril
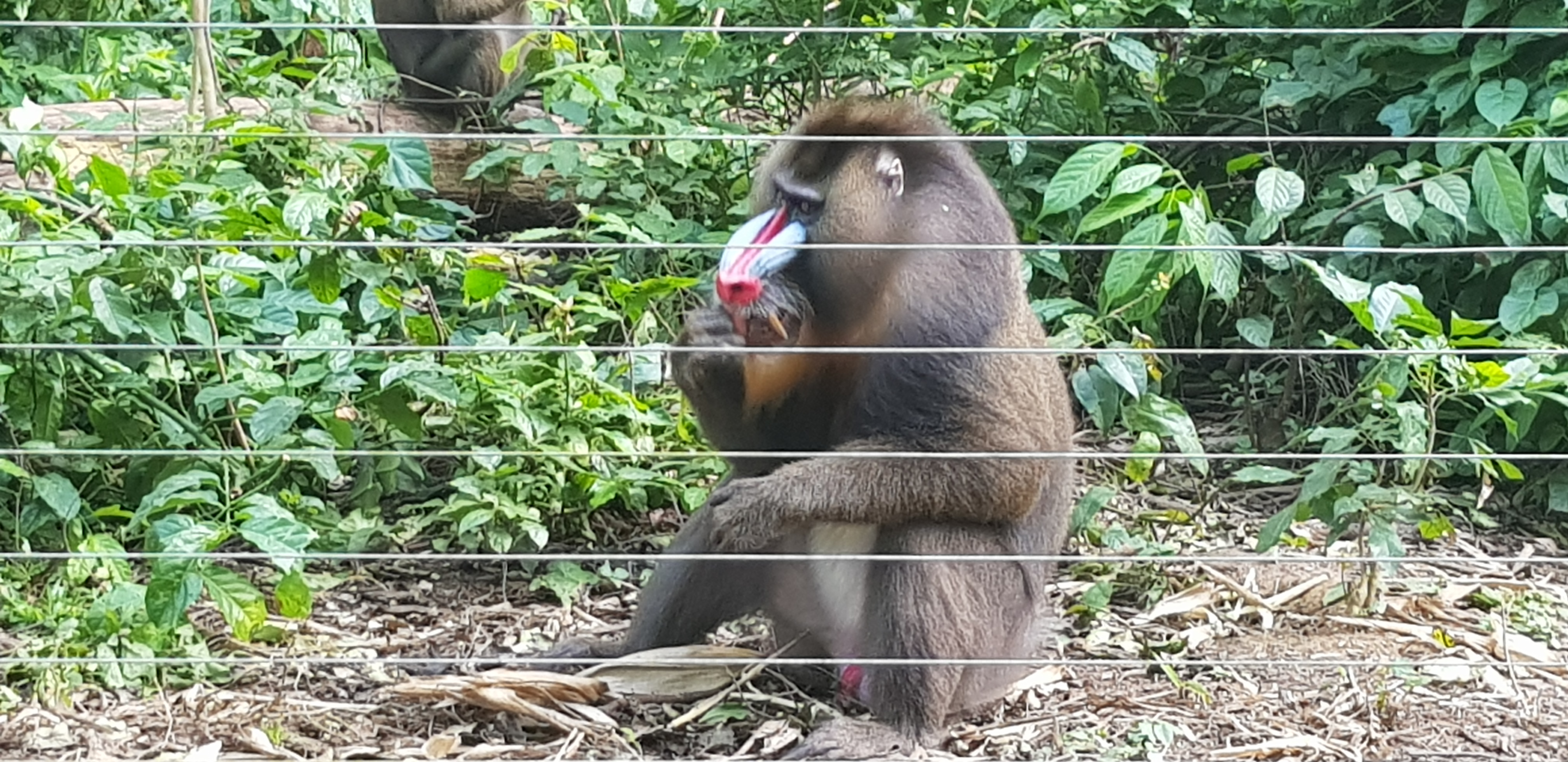
Un mandril adulte
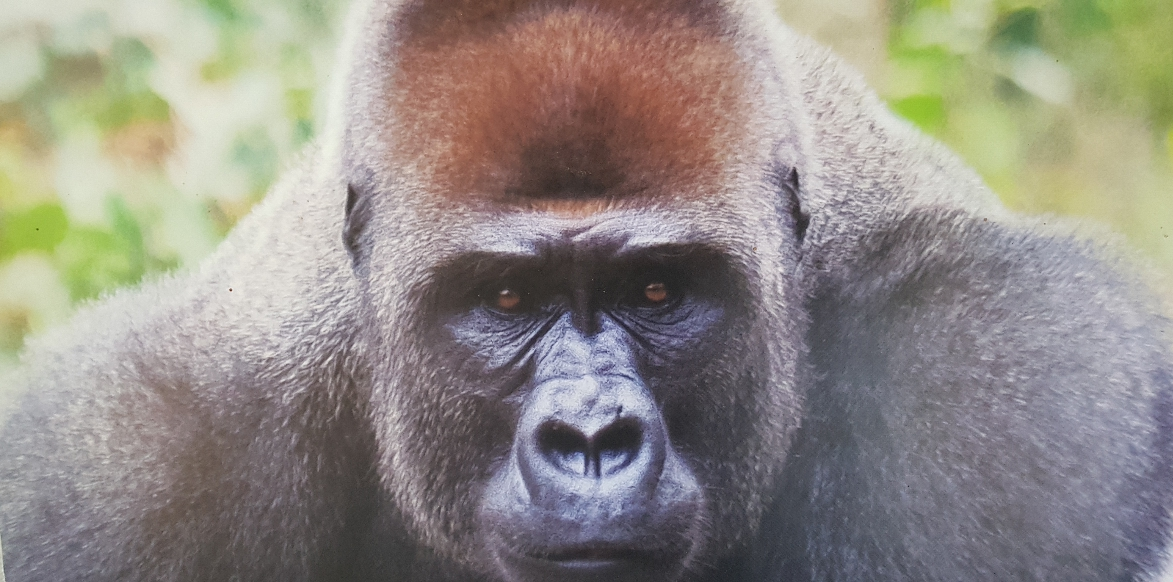
Gorille adulte à dos argenté
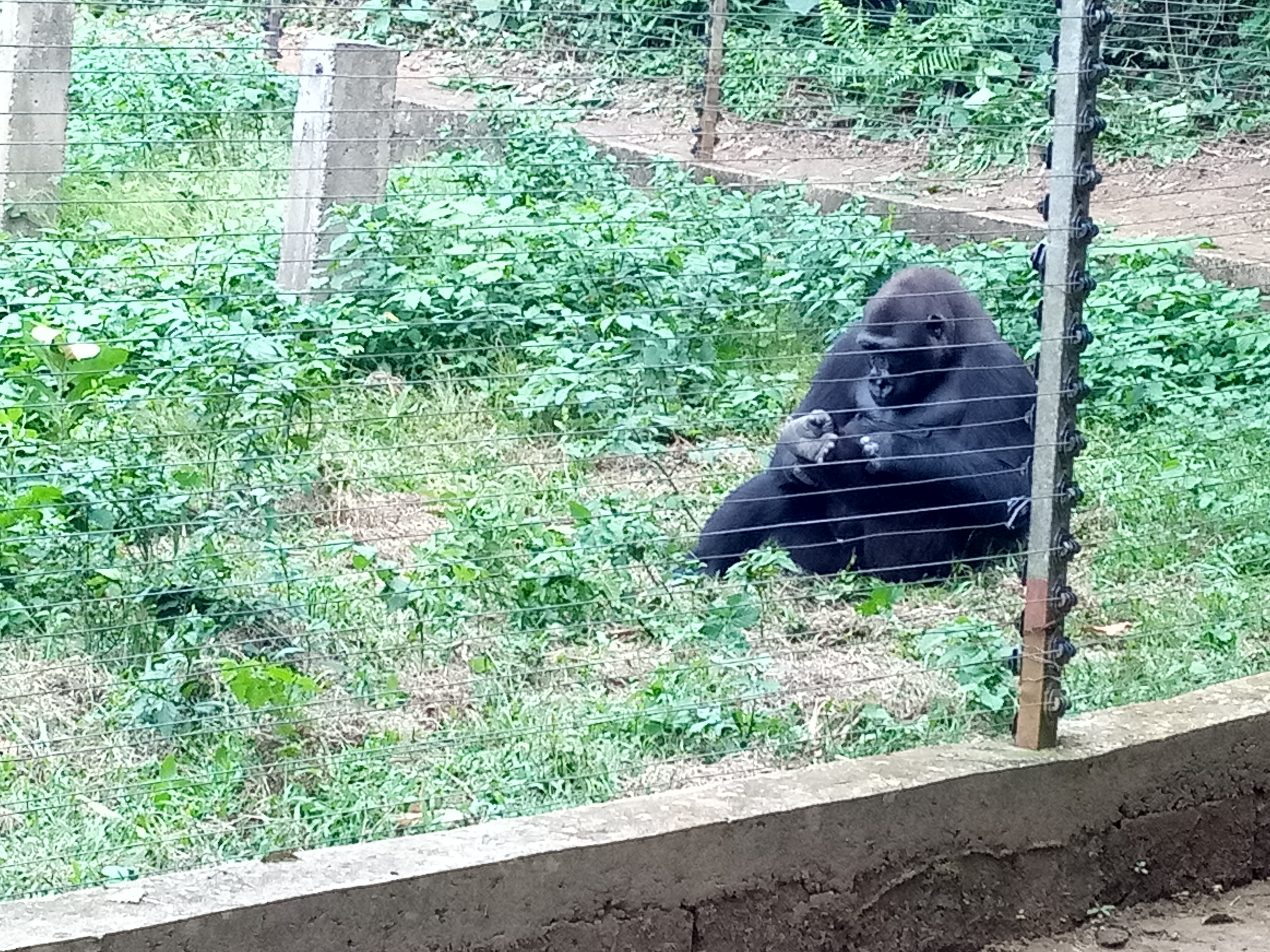
Gorrille femelle
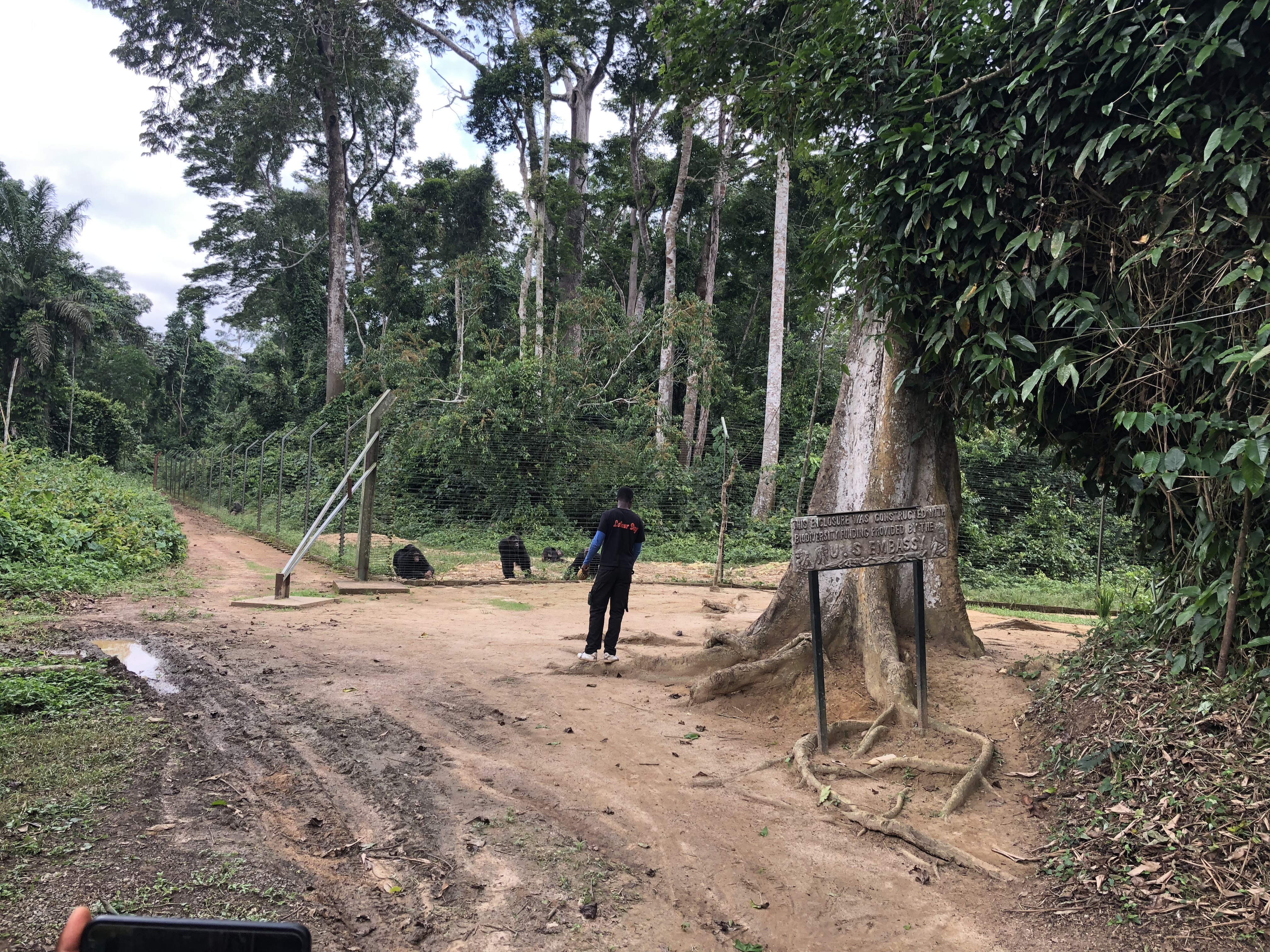
Entrée du parc
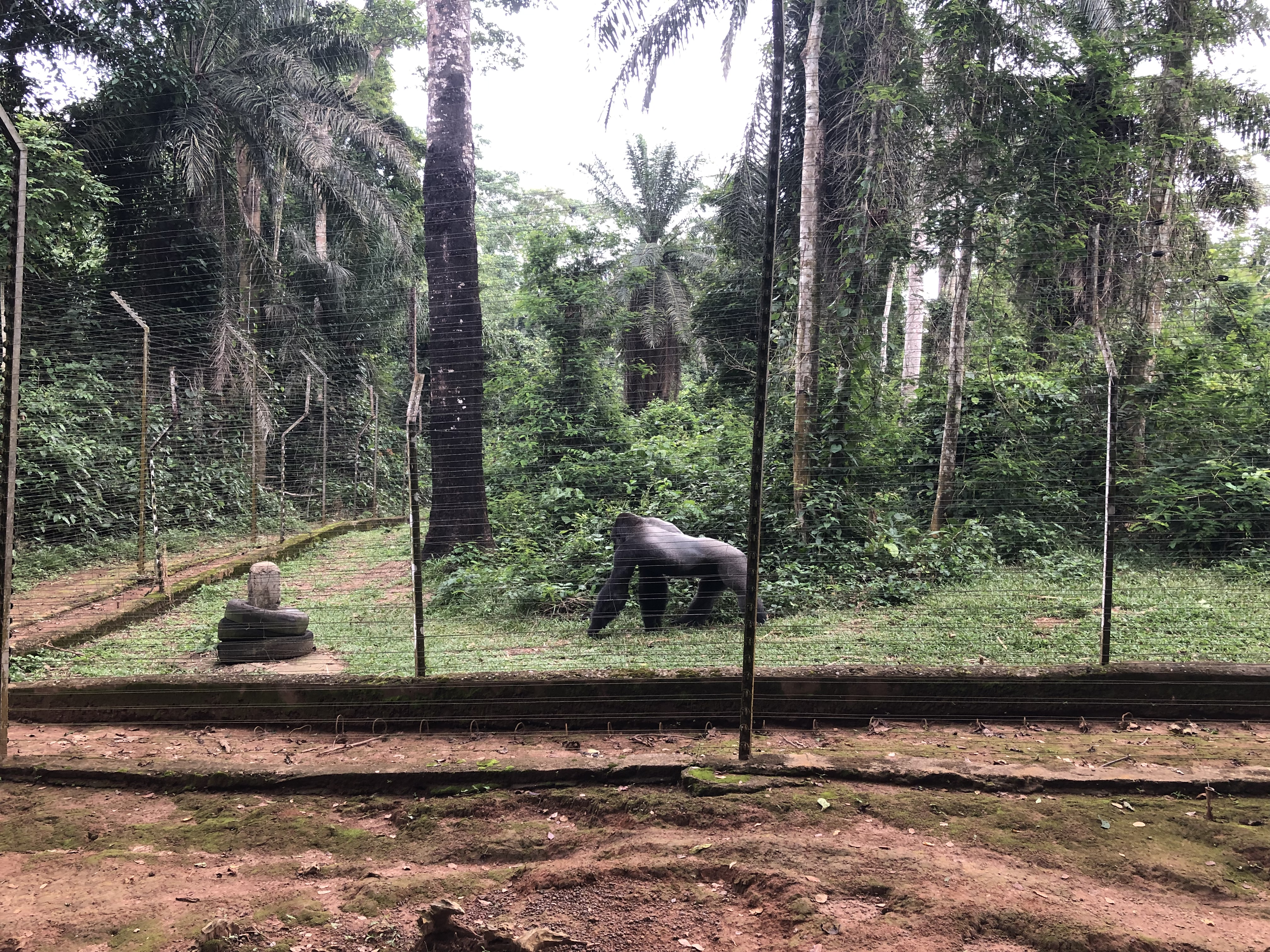
Arbres dans le parc
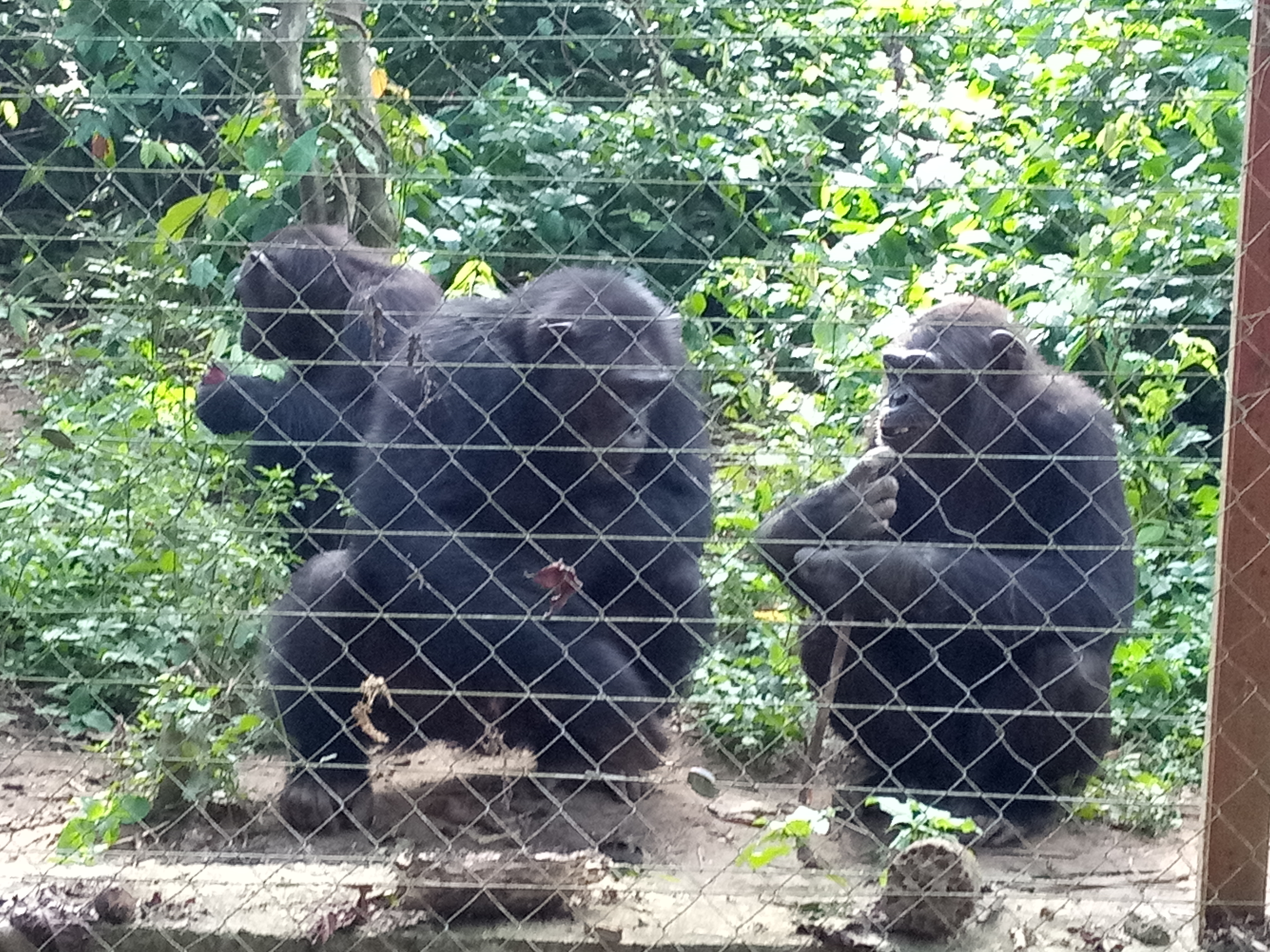
Chimpanzés
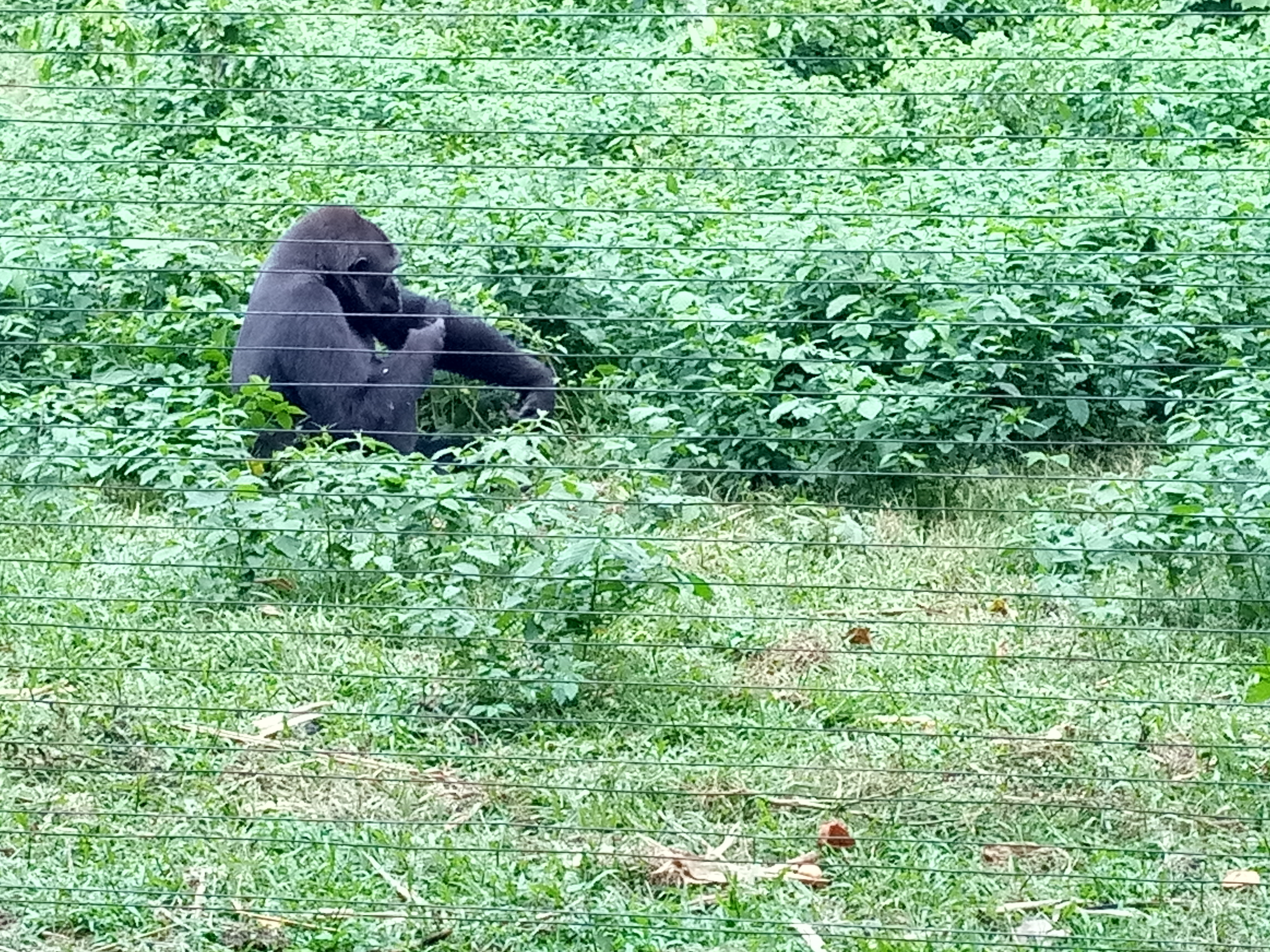
Gorille femelle adulte